# Jakob Haringer
Jakob Haringer, de son vrai nom Johann Franz Albert (né le 16 mars 1898 à Dresde, mort le 3 avril 1948 à Zurich) est un écrivain allemand.

## Biographie
Il est le fils d'un représentant autrichien et d'une institutrice allemande. Il suit sa scolarité à Munich puis en Autriche. Il arrête un apprentissage dans le commerce pour vivre une vie de bohême.
Durant la Première Guerre mondiale, il se bat en 1917 en Flandre. En 1918, il est libéré de l'armée pour des problèmes cardiaques.
En 1919, à Munich, il est un sympathisant de la république des Conseils puis est arrêté. Au début des années 1920, il vit encore une vie d'errance en Allemagne et les pays voisins, car il est recherché pour des infractions liées aux frontières. Il sera ensuite accusé de contrefaçon, de parjure, d'outrage à agent, d'intrusion et blasphème et fait plusieurs séjours en hôpital psychiatrique.
L'œuvre de Jakob Haringer est le plus souvent de l'auto-édition, le plus souvent de façon artisanale. Vivant de la mendicité, il écrit à de grands écrivains comme Alfred Doblin et Hermann Hesse. De 1931 à 1933, il vit à Ebenau avec l'actrice Hertha Grigat. De cette relation naissent deux enfants illégitimes. En 1936, les nazis lui retirent la nationalité allemande. Ainsi en mars 1938, Haringer doit partir d'Autriche pour aller à Prague et ensuite en Suisse. En 1939, il vit un temps à Paris dans l'illégalité puis repart en Suisse où il vit dans des camps d'internement et de réfugiés. Une association caritative lui permet de s'installer à Berne en 1943. En 1946, il vient habiter à Köniz. Il meurt lors d'une visite à Zürich.
Jacob Haringer, dont l'œuvre comprend essentiellement des poèmes, est un écrivain obstiné influencé par l'expressionnisme. Il fluctue constamment entre un sentiment profond, beaucoup de crises de mélancolie et une haine contre Dieu et le monde.

## Œuvre
- Tobias, Amsterdam 1916
- Das Marienbuch des Jakob Haringer, Amsterdam 1917
- Weihnacht im Armenhaus, Amsterdam 1918
- Hain des Vergessens, Dresde 1919
- Abendbergwerk, Munich 1920
- Die Kammer, Ratisbonne 1921
- Das Räubermärchen, Francfort 1925
- Die Dichtungen, Potsdam 1925
- Kind im grauen Haar, Francfort 1926
- Heimweh, Vienne 1928
- Leichenhaus der Literatur oder Über Goethe (Die Einsiedelei. Ein Stundenblatt. Numéros V-VII), Berlin, Der Strom Verlag 1928
- Die Einsiedelei. Ein Stundenblatt. Numéro VIII: Chinesische Strofen au numéro XV: Ein Stundenblatt, Amsterdam, Christoph Brundel Verlag (autoédition), (1930)
- Abschied, Berlin 1930
- Das Schnarchen Gottes, Amsterdam 1931
- Der Reisende oder Die Träne, Ebenau 1932
- " Mein Leben. Freunde der Dichtung, Hektographierter Einblattdruck nach Maschinenschrift. Breslau, autoédition 1932.
- Andenken, Amsterdam 1934
- Vermischte Schriften, Salzbourg 1935
- Notizen, Brundel Verlag (autoédition), Paris 1935
- Das Fenster, Zürich 1946
- Der Orgelspieler, Fürstenfeldbruck 1955
- Das Rosengrab, Fürstenfeldbruck1960
- Lieder eines Lumpen, Zürich 1962
- Der Hirt im Mond, Graz 1965
- Neun Gedichte, Köniz 1970
- Das Schnarchen Gottes und andere Gedichte, Munich 1979
- In die Dämmerung gesungen, Berlin 1982
- Aber des Herzens verbrannte Mühle tröstet ein Vers, Salzbourg 1988
- Über die Liebe zu Büchern, Bayreuth 1990